# Rafik Bacha
Rafik Bacha (Kelibia, Tunis, 4. prosinca 1989.), 1993.), tuniski rukometaš. Nastupa za Sahel HC i reprezentaciju Tunisa.
Natjecao se na Svjetskom prvenstvu u Danskoj 2019., gdje je reprezentacija Tunisa završila na 12. mjestu. S reprezentacijom je osvojio srebro na afričkom prvenstvu u Tunisu 2020.